# Wastelands
«Wastelands» —en español: «Páramos»— es una canción de la banda de rock estadounidense Linkin Park de su sexto álbum de estudio, The Hunting Party. La canción fue escrita por la banda y producida por el covocalista principal Mike Shinoda y Brad Delson, y coproducida por Rob Cavallo. 
«Wastelands» se envió a las estaciones de radio de Sirius XM Radio el 1 de junio de 2014 y luego se lanzó como el tercer sencillo oficial el 2 de junio. Aunque antes se emitió una vista previa de 44 segundos de la canción y un minuto La vista previa se utilizó en la promoción de UFC en la fecha de lanzamiento de la canción. Más tarde, la canción se utilizó como tema principal de «UFC». La versión de la canción estuvo disponible tres días antes del lanzamiento de la canción en SoundCloud. La canción se puede transmitir en Sirius XM. También es una canción jugable en el videojuego musical Guitar Hero Live.

## Composición
Según Loudwire, «“Wastelands” comienza con un verso de hip-hop y la canción tiene mucho ritmo con batería y bajo pesados. El estribillo es pegadizo pero fangoso y tiene algo de valor. en medio de la canción. Linkin Park te lleva a una montaña rusa sónica mientras juegan con el tempo y el ambiente de la canción». La canción continúa su salida en la siguiente pista y el segundo sencillo, «Until It's Gone», de The Hunting Party.

## Actuaciones en vivo
La canción se estrenó en Tucson, AZ durante el Día de la KMFA, que fue la misma fecha en que se emitió la vista previa de la canción. La canción se tocó en vivo junto con «Guilty All the Same» en la que Shinoda rapea el verso de Rakim durante la actuación y «Until It's Gone». El 30 de mayo de 2014 en Rock in Rio, antes de que comenzara la canción, mientras se interpretaba la versión corta de «Runaway» en Rock in Rio Lisboa, Mike Shinoda metió la mano en el bolsillo durante la actuación y reveló CD que contenían «Wastelands», que en ese momento no se publicó en Internet y solo se realizó una vez durante el Día de KFMA. Luego los arrojó a los fanáticos que intentaron atraparlos antes de que la banda interpretara «Wastelands», y un fan recibió un CD del baterista Rob Bourdon en un Meet and Greet, lanzando la canción en YouTube el mismo día.. Este es también el día en que la canción se filtró en línea a través de una descarga digital. Posteriormente, la canción se convirtió en un elemento básico durante el Carnivores Tour y The Hunting Party Tour, casi siempre tocándose después de «Runaway» y antes de «Castle of Glass».
«Wastelands» regresó durante la gira mundial One More Light en 2017, y fue la única canción de The Hunting Party que sobrevivió a la transición a la gira de One More Light. La canción siempre se tocó después de «The Catalyst» y antes de «One Step Closer» o «Burn It Down» (solo en un par de shows durante la etapa sudamericana).

## Video musical
El video musical de la canción se subió a la cuenta oficial de YouTube de Linkin Park el 25 de junio de 2014. El video presenta clips de peleas en Ultimate Fighting Championship durante la presentación en vivo en Rock in Rio Lisboa grabada el 30 de mayo de 2014. Antes de la lanzamiento del video musical, se subió un video con la letra a la cuenta oficial de YouTube de la banda el 1 de junio de 2014.
A partir de noviembre de 2021, la canción tiene 650 000 visitas en YouTube.

## Recepción
En una revisión pista por pista de Billboard, la canción elogió a Bennington cantando sobre el «páramo de hoy» como «una de esas declaraciones eternas y universales de descontento que no tiene por qué significar nada».

## Lista de canciones
| Descarga digital |              |              |          |  |
| N.º              | Título       | Producer(s)  | Duración |  |
| 1.               | «Wastelands» | Mike Shinoda | 3:15     |  |

| Sencillo promocional |                            |             |          |  |
| N.º                  | Título                     | Producer(s) | Duración |  |
| 1.                   | «Wastelands» (Single Edit) | Shinoda     | 3:10     |  |

## Personal
- Chester Bennington – voz
- Mike Shinoda – rapping, piano, guitarra rítmica, programación, teclados
- Brad Delson – guitarra líder, programación
- Dave "Phoenix" Farrell – bajo, coros
- Joe Hahn – samples, programación
- Rob Bourdon – batería, percusión